# Чон Джэын
Чон Джэын (кор. 정재은, р.11 января 1980) — южнокорейская тхэквондистка, олимпийская чемпионка и чемпионка мира.

## Биография
Родилась в 1980 году. В 1997 году стала чемпионкой мира. На чемпионате мира 1999 года стала серебряной призёркой. В 2000 году завоевала золотую медаль Олимпийских игр в Сиднее. В 2001 году вновь стала чемпионкой мира.